# گمینا دوبرا (استان لهستان کوچک‌تر)
گمینا دوبرا (استان لهستان کوچک‌تر) (به لهستانی:  Gmina Dobra) یک گمینا در لهستان است که در شهرستان لیمانووا واقع شده‌است. گمینا دوبرا ۱۰۹٫۰۵ کیلومتر مربع مساحت و ۹٬۳۲۲ نفر جمعیت دارد.